# اريك كروس
اريك كروس (25 يونيو 1896 في المملكة المتحدة - 27 يناير 1985 في المملكة المتحدة) (بالإنجليزية: Eric Cross)‏ هو لاعب كريكت بريطاني وبريطاني (وحمل سابقاً جنسية المملكة المتحدة لبريطانيا العظمى وأيرلندا). لعب مع نادي وارويكشاير للكريكيت ‏ ونادي مقاطعة ستافوردشاير للكريكت ‏.

## وصلات خارجية
- اريك كروس على موقع إي آس بي آن كريك إنفو (الإنجليزية)